# Lorne Loomer
Lorne Kenneth Loomer (født 11. marts 1937 i Victoria, død 1. januar 2017 smst.) var en canadisk roer og olympisk guldvinder.
Loomer begyndte at læse på University of British Columbia i 1954, og han kom hurtigt til at ro på universitetets hold, som vandt flere nationale mesterskaber. Han var reserve for holdets otter, og som en del af træningen roede han sammen med Archibald MacKinnon, Walter D'Hondt og Donald Arnold firer uden styrmand. Da de fire stillede op til udtagelsesløbene i Canada op til OL 1956 i Melbourne, vandt de noget overraskende og kom dermed med til legene. Canadierne vandt både deres indledende heat og semifinalen i bedste tid, og i finalen var de overlegne og sejrede med næsten ti sekunders forspring til USA og Frankrig på henholdsvis sølv- og bronzepladserne. Det var den første canadiske OL-guldmedalje i roning nogensinde.
I 1958 var han med i otteren, der vandt guld for Canada ved Commonwealth-mesterskabet, men han kunne ikke bevare sin plads i den store båd. I stedet kom han til at ro toer uden styrmand sammen med Keith Donald. Disse to stillede op til OL 1960 i Rom, men det var ikke nogen succes: Båden blev sidst i sit indledende heat og næstsidst i opsamlingsheatet, hvorpå de var ude af konkurrencen.
Efter OL 1960 indstillede Loomer sin aktive elitekarriere. Han grundlagde derpå roafdelingen ved University of Victoria, hvor han også virkede som træner. Han var uddannet inden for farmaci og arbejdede som apoteker fra 1967. Han var samtidig interesseret i malerkunst og arbejdede i en periode som underviser i akvarelmaling. Han er optaget i flere Halls of Fame: Canada Sports, Canadas Olympiske, British Columbias og University of Columbias, for sine ropræstationer ved OL 1956.

## OL-medaljer
- 1956:  Guld i firer uden styrmand